# Asociación Catalana de Municipios y Comarcas

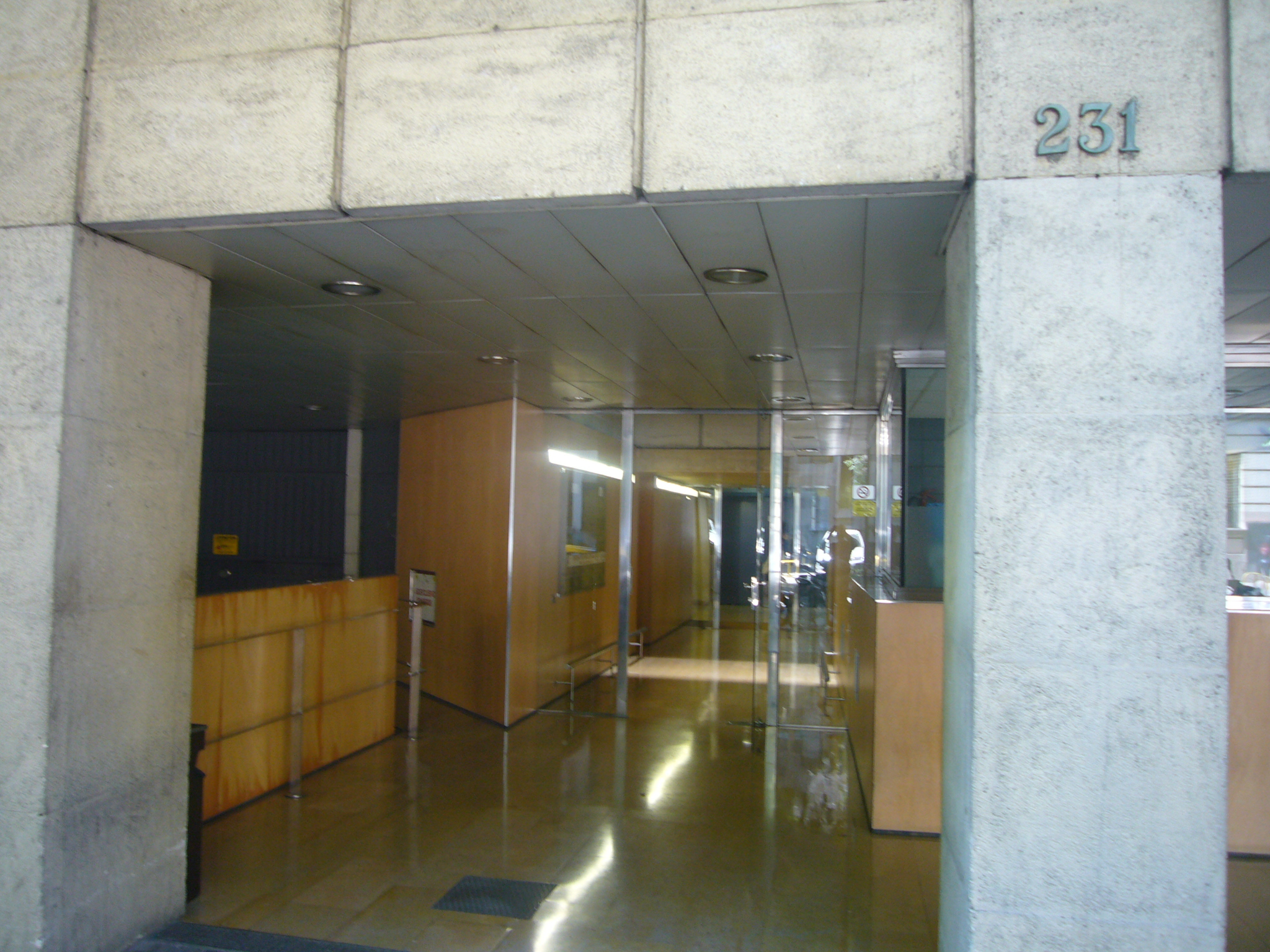
Entrada a l'edifici del C/ València 231. A la sisena planta hi ha les oficines de l'Associació Catalana de Municipis,

La Asociación Catalana de Municipios y Comarcas (en catalán: Associació Catalana de Municipis i Comarques), también conocido por sus siglas ACMC, es una entidad municipalista constituida en 3 de octubre de 1981 en la ciudad de Vich con el fin de poder defender los intereses de los municipios y de los ciudadanos de Cataluña.

## Organización
Mediante procesos asamblearios, se crearon comisiones sectoriales para focalizar el trabajo sobre la enseñanza, los servicios sociales, sanidad y cultura. El Comité Ejecutivo designó a Ramon Montanyà, alcalde de Vich, como primer presidente de la ACMC el 3 de octubre de 1981 y a Jacinto Mateo como secretario general. Desde el año 1985, la sede está en la calle Valencia de Barcelona.
La Asamblea está formada por representantes de los entes locales asociados y es el máximo órgano de la ACMC. Se reúne en sesión ordinaria, al menos una vez cada cuatro años, aunque puede reunirse con carácter extraordinario cuando lo acuerde el Consejo por iniciativa propia o a petición de dos tercios de los entes locales asociados. Corresponde a la Asamblea, entre otras tareas, la elección del Consejo Nacional y del Presidente, así como la aprobación del plan de actuación general de la Asociación. Dentro de la Asamblea, cada ente asociado dispone de un voto, independientemente de sus condiciones demográficas o presupuestarias.
En el año 2002, la Asociación recibió la Creu de Sant Jordi

## Presidentes
| Nombre                     | Alcaldía              | Inicio | Fin  |
| -------------------------- | --------------------- | ------ | ---- |
| Ramon Montañà              | Vich                  | 1981   | 1983 |
| Arcadi Calzada             | Olot                  | 1983   | 1984 |
| Josep Azuara               | Masnou                | 1984   | 1987 |
| Juli Sanclimens            | Manresa               | 1987   | 1995 |
| Pere Macias                | Olot                  | 1995   | 1996 |
| Josep Grau i Seris         | Mollerusa             | 1996   | 1999 |
| Pilar Blasco               | Santa Cristina de Aro | 1999   | 2001 |
| Joan Maria Roig i Grau     | Amposta               | 2001   | 2007 |
| Salvador Esteve i Figueras | Martorell             | 2007   | 2011 |
| Miquel Buch                | Premiá de Mar         | 2011   | 2018 |